# Merab Kvirikashvili
Merab Kvirikashvili (nacido el 27 de diciembre de 1983) es un rugbista georgiano. Comenzó su carrera como medio melé pero actualmente juega de medio apertura y pocasionalmente zaguero y es el rugbista que ha marcado más puntos para la selección de rugby de Georgia.

## Carrera interna
Kvirikashvili nació el 27 de diciembre de 1983, en Tiflis, lo que entonces era la RSS de Georgia, dentro de la Unión Soviética. Dejó Georgia en 2006 para jugar en el equipo de Pro D2 Pau, y desde entonces ha estado en otros tres equipos franceses de la Fédérale 1 en Massy, Figeac y más recientemente en Saint-Junien cuando se unió, después de la Copa Mundial de Rugby de 2011 y donde juega actualmente. No ha pasado más de dos temporadas en un club durante su estancia en Francia.

## Carrera internacional
Kvirikashvili hizo su debut con Georgia de adolescente, en 2003 contra Portugal, y entró en el equipo para la primera aparición de georgia en una copa del mundo, la Copa Mundial de Rugby de 2003 más tarde ese mismo año, jugando en los cuatro matches de Georgia en el banquillo. 
Sin embargo, no consiguió establecerse en el equipo georgiano en los dos años siguientes, con Irakli Abuseridze y Bidzina Samkharadze delante de él en la selección en la postura de medio melé. Pero en 2007 se cambió a la posición de medio apertura y en su primer partido para su país en esta posición Georgia derrotó a Rumanía en su visita a Bucarest, y desde entonces ha permanecido como un miembro regular del equipo georgiano.
Fue un jugador importante en el equipo de Georgia para la Copa Mundial de Rugby de 2007, saliendo de titular en los cuatro matches y mostró buena forma contra Irlanda perdiendo Georgia por solo 14–10; fue elegido "hombre del partido" en la primera victoria de Georgia en una Copa del Mundo contra Namibia.
Después de la copa mundial de 2007, Kvirikashvili pasó a ser zaguero para acomodar al nuevo medio apertura, Lasha Malaghuradze. En 2010 batió un récord que previamente compartió con Paliko Jimsheladze del jugador que ha marcado más puntos para Georgia en un match, con 32 points en la abrumadora victoria de Georgia sobre Alemania 77–3. Más tarde, ese mismo año, también hizo la conversión en el último minuto para derrotar a Estados Unidos 19–17 en Tiflis.
Después de que Malaghuradze padeciera una lesión y después pérdida de forma, Kvirikashvili regresó a su posición primera de medio apertura en 2011 ayudando a Georgia en una temporada invicta en la Copa de Naciones Europea.
Sin embargo, su suerte fue más variada en la Copa Mundial de 2011 más tarde ese mismo año, pues no pudo mantener su buena forma que mostró en el torneo de 2007. En particular frente a Inglaterra, Georgia compitió bien, pero Kvirikashvili no pudo capitalizar la indisciplina de Inglaterra y los delanteros georgianos tuvieron que trabajar mucho y fallaron cinco penalties lo que habría colocado a Georgia en una posición muy competitiva en el partido. Recuperó algo de forma marcando 17 puntos en la victoria contra Rumanía en el partido siguiente, pero cayó en el partido último contra Argentina.
No obstante, Kvirikashvili regresó a la posición de titular en 2012 y así lo hizo en todos los partidos de Georgia de ese año, y con mejores pateos batió el récord georgiano para el jugador de Georgia que marca más puntos en un año.
Ha sido uno de los 31 hombres incluidos por el seleccionador nacional para la Copa Mundial de Rugby de 2015. Salió de titular en el primer partido contra Tonga y logró puntos con un golpe de castigo y la conversión de un ensayo, lo que contribuyó a la victoria de su equipo 10-17. En el segundo partido de la fase de grupos, contra Argentina, que terminó con victoria argentina 54-9, Kvirikashvili consiguió los puntos de su equipo con tres golpes de castigo. Kvirikashvili puntuó en la victoria de su equipo 16-17 sobre Namibia, con la conversión de los dos ensayos de su equipo y un golpe de castigo.

### Récords nacionales
Kvirikashvili es el jugador de rugby que más puntos ha marcado en la historia de Georgia, superando el récord anterior de Paliko Jimsheladze durante una aplastante victoria 46–0 sobre Rusia en 2012, que fue su 60.ª cap. También tiene el récord de jugador que más puntos ha hecho en un partido con Georgia, con 32 frente a Alemania en 2010. En 2012 batió el récord, anteriormente de Jimsheladze, por ser el jugador que más puntos ha obtenido en un año: 91 en 8 matches.